# William C. Campbell
William Cecil Campbell (Ramelton, Donegal -Irlanda-28 de juny de 1930) és un bioquímic, biòleg i parasitòleg irlandés, investigador emèrit a la Universitat Drew, conegut per la seva recerca i descobriments d'una nova teràpia contra infeccions causades per nematodes i per la que fou guardonat el 2015, amb el Premi Nobel de Medicina o Fisiologia — juntament amb Satoshi Ōmura i Tu Youyou.
Graduat i llicenciat pel Trinity College de Dublin, va fer un doctorat en Fasciola hepatica el 1957 a la Universitat de Wisconsin; aquest mateix any va començar a treballar a l'empresa farmacèutica Merck Institute for Therapeutic Research on fou científic sènior i director de Recerca i Desenvolupament; va contribuir al desenvolupament del tiabendazol —compost químic amb propietats fungicides— i de l'avermectina que va purificar i modificar químicament aconseguint l'ivermectina i el derivat l'Avermectin, un fàrmac antifilàric que suposà un gran pas endavant en el control i els tractaments de l'oncocercosi i l'elefantiasi o filariosi limfàtica, en els éssers humans. El 2002 va ser triat membre de l'Acadèmia Nacional de Ciències dels Estats Units i posteriorment aconseguí el Doctorat en ciències per la seva alma mater, el Trinity College.
Ha escrit nombrosos articles científics i llibres com Trichinella and trichinosis (1983), Chemotherapy of parasitic diseases (1985), Ivermectin and abamectin (1989), Trichinellosis : proceedings of the Sixth International Conference on Trichinellosis, July 8-12, 1984, Far Hills Inn, Val Morin, Quebec, Canada (1985), History of the discovery of sulfaquinoxaline as a coccidiostat (2008) o History of avermectin and ivermectin, with notes on the history of other macrocyclic lactone antiparasitic agents (2012), entre d'altres.